# Риктий Вар
Риктий Вар (III век) — святой мученик галльский. День памяти — 6 июля.
Святой Риктий Вар (Rictius Varus), или Риктиовар (Rictiovarus), или Риксий Вар (Rixius Varus), или Рексий Вар (Rexius Vicarius), по преданию, был викарием в Римской Галлии в конце третьего века, приблизительно во времена Диоклетиановых гонений. Римский мартиролог многократно упоминает о Римском префекте Риксии Варе, который, по преданию, казнил многих христиан. В христианской агиографии описывается его раскаяние, и впоследствии он поминается как мученик, почитаемый в Православной и Римско-католической Церквях .
Современные учёные, однако, сомневаются в его существовании и отвергают историю о его обращении.

## Римский префект и гонитель
Риктий Вар был поставлен императором Максимианом и был известен как гонитель христиан. В христианских мартирологах его имя появляется в житиях ряда святых. Среди них:
- Валерий и Руфин (пострадали в 287 году): «После того, как император Максимиан Геркулий победил багаудов под Парижем, он оставил Риктия Вара в качестве префекта претория в Галлии и отдал приказ истребить всех христиан. Однажды Риктий Вар зачистил область неподалёку от Реймса, после чего отправился в Суассон и распорядился, чтобы Валерий и Руфин были доставлены к нему. Узнав о преследовании, они спрятались в лесу. К сожалению, они были обнаружены, мучимы и обезглавлены на верхней дороге, ведущей в Суассон (Benedictines, Encyclopedia, Husenbeth)».
- Святой Квинтин (пострадал в 287 году): «Каждый час он призывал имя Господне в горячих молитвах. Но его апостольская деятельность не могла избежать внимания Риктовара, римского прокурора, представлявшего в те времена Максимиана Галерия в Галлии Святой Квентин был схвачен в Амьене, брошен в тюрьму и закован в цепи. Риктовар спросил его: „Как так случилось, что ты, человек из столь высокой знати и сын столь выдающегося отца, отдал себя, предался такому суеверию, как религия, такой глупости, и что ты почитаешь неудачника, которого распяли другие люди?“ Святой Квинтин ответил: „Это высшее благородство — поклоняться Творцу неба и земли и следовать добровольно Его святым заповедям. То, что ты зовёшь глупостью, на самом деле величайшая премудрость. Что может быть мудрее того, чтобы признать единственного истинного Бога и отвергнуть с презрением подделки, которые немы, фальшивы и обманчивы?“…»
- Криспин и Криспиниан (пострадали в 286 году).
- Гентиан, Фульциан и Викторис (пострадали в 287 или 303 году).
- Донатиан и Рогатиан (Donatian and Rogatian, пострадали прибл. в 288—290 годах).
- Максентий (Maxentius), Констанций (Constantius), Крескентий (Crescentius), Иустин (Justinus) со товарищи, мученики, пострадавшие ок. 287 года в Трире, Германия, во времена правления Диоклетиана при губернаторе Риктоваре, память 12 декабря.
- Палматий со товарищи, мученики, пострадали в Трире, Германия при Максимиане Геркулии ок. 287 года, память 5 октября.
- Александр, «двенадцатый епископ Трирский, умучен римским префектом Риктоваром во время Диоклетиановых гонений», III век, память 5 октября.